# Josef Altin

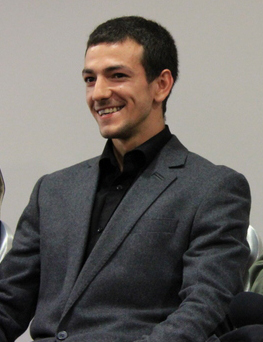
Josef Altin auf der Collectormania (2012)

Josef Altin (* 12. Februar 1983 in London, England als Yusuf Altın) ist ein britischer Schauspieler.

## Leben
Josef Altin wuchs im Nord-Westen von London auf. Schon als Kind wollte Josef Altin Schauspieler werden. Daher ging er zum Vorsprechen für eine Show in der örtlichen Bücherei und bekam den Job. Später absolvierte er eine Schauspielausbildung.
2008 war er in dem Theaterstück Arab in the West zu sehen. Dieses Theaterstück handelt von Muslimen in Großbritannien.
Von 2011 bis 2014 spielte er die Rolle des Pypar in Game of Thrones. 2014 übernahm er eine der Hauptrollen im Film The Hooligan Factory. Im selben Jahr stellte er Matty in A Long Way Down dar. Der Film handelt von einer depressiven, alleinerziehenden Mutter. Um sich auf den Film vorzubereiten, beobachtete Altin gemeinsam mit der Darstellerin Toni Collette eine Mutter-Kind-Interaktion beim Physiotherapeuten.

## Filmografie
- 1999: Psychos (Fernsehserie, 1 Folge)
- 2000: Esther Kahn
- 2001: My Other Wheelchair Is a Porsche (Kurzfilm)
- 2002: Kleine schmutzige Tricks (Dirty Pretty Things)
- 2002: Babyfather (Fernsehserie, 1 Folge)
- 2004: Blackpool (Fernsehserie, 1 Folge)
- 2004–2009: The Bill (Fernsehserie, 7 Folgen)
- 2005: Gypo
- 2005: Murphy’s Law (Fernsehserie, 1 Folge)
- 2005: Stoned
- 2005: The Golden Hour (Fernsehserie, 1 Folge)
- 2005: Peep Show (Fernsehserie, 1 Folge)
- 2006: Doctors (Fernsehserie, 1 Folge)
- 2006: Soundproof (Fernsehfilm)
- 2006: Coming Up (Fernsehserie, 1 Folge)
- 2006: Robin Hood (Fernsehserie, 1 Folge)
- 2006: Pulling (Fernsehserie, 1 Folge)
- 2006–2009: Casualty (Fernsehserie, 3 Folgen)
- 2007: What Goes Around (Kurzfilm)
- 2007: Tödliche Versprechen – Eastern Promises (Eastern Promises)
- 2007: Boy A
- 2007: Ruby Blue
- 2007: The Omid Djalili Show (Fernsehserie, 1 Folge)
- 2008: Little Miss Jocelyn (Fernsehserie, 2 Folgen)
- 2008: West 10 LDN (Fernsehfilm)
- 2008: 10 Days to War (Fernsehserie, 1 Folge)
- 2008: Poppy Shakespeare (Fernsehfilm)
- 2008: New Tricks – Die Krimispezialisten (New Tricks, Fernsehserie, 1 Folge)
- 2008: God on Trial (Fernsehfilm)
- 2008: No Heroics (Fernsehserie, 1 Folge)
- 2009: M.I.High (Fernsehserie, 1 Folge)
- 2009: Tender (Kurzfilm)
- 2009: Being Human (Fernsehserie, 2 Folgen)
- 2009: Victoria, die junge Königin (The Young Victoria)
- 2009: Beautiful People (Fernsehserie, 1 Folge)
- 2009–2011: Misfits (Fernsehserie, 2 Folgen)
- 2010: The Pizza Miracle (Kurzfilm)
- 2010: Baby (Kurzfilm)
- 2010: Law & Order: UK (Fernsehserie, 1 Folge)
- 2010: Reggie Perrin (Fernsehserie, 1 Folge)
- 2011: Albatross
- 2011–2012: Him & Her (Fernsehserie, 3 Folgen)
- 2011–2014: Game of Thrones (Fernsehserie, 13 Folgen)
- 2012: Comes a Bright Day
- 2012: Now Is Good – Jeder Moment zählt
- 2012: A Mother’s Son (Fernsehserien, 2 Folgen)
- 2012: Les Misérables
- 2012: The One With the Condom (Kurzfilm)
- 2012: Ebony Chaste (Kurzfilm)
- 2013: Silent Witness (Fernsehserie, 1 Folge)
- 2013: Redemption – Stunde der Vergeltung (Hummingbird)
- 2013: Holby City (Fernsehserie, 1 Folge)
- 2013: Breathe (Kurzfilm)
- 2013: The Hollow Shore
- 2013: Southcliffe (Fernsehserie, 1 Folge)
- 2013: By Any Means (Fernsehserie, 1 Folge)
- 2013: Vendetta
- 2014: A Long Way Down
- 2014: New Worlds (Fernsehserie, 1 Folge)
- 2014: The Hooligan Factory
- 2014: Atlantis (Fernsehserie, 1 Folge)
- 2015: Kind 44 (Child 44)
- 2015: River
- 2016: Peaky Blinders – Gangs of Birmingham (Peaky Blinders, Fernsehserie, 1 Folge)
- 2018: The Alienist – Die Einkreisung (The Alienist, Miniserie, 4 Folgen)
- 2018: Tomb Raider
- 2019: Chernobyl (Fernsehserie, 1 Folge)
- 2019–2022: Top Boy (Fernsehserie, 11 Folgen)